# Artemisa (DC Comics)
Artemisa (Artemis en inglés y llamada también Artemisa la Diosa de la caza) es una diosa de DC Comics, basado en el personaje del mismo nombre de la mitología griega. Es la diosa la luna, caza, arquería, bosque y animales, y hermana gemela de Apolo. Artemis era originalmente solo un personaje basado en la diosa griega, posteriormente aparecieron, Artemisa una Amazona de Bana-Mighdall, una temible guerrera que actúa como aliada de la Mujer Maravilla. En los Nuevos Dioses, Artemis es el nombre de un miembro de las Furias Femeninas, también existe una arquera llamada Artemis Crock que es un miembro de la Sociedad de la Injusticia. La Princesa Diana (Mujer Maravilla) fue nombrada en honor a la diosa Artemisa, que entonces era conocida por su nombre romano Diana.

## Historia de la publicación
La diosa Artemisa apareció por primera vez en Wonder Woman Vol. 1 #3 (febrero de 1943) y fue creada por M.C. Gaines, Harry G. Peter y William Moulton Marston

## Biografía del personaje
Artemisa es la diosa griega de los animales salvajes, la caza y la luna, así como el hermano gemelo de Apolo y una de las diosas responsables de la creación de la Mujer Maravilla. Artemis actuó como la cabeza espiritual de las cinco diosas que crearon a las Amazonas y es la figura central en el desarrollo de las Amazonas. Ella ayudó a sus prójimos a hacer realidad la escultura de la niña Hipólita de una niña que se convirtió en el origen de la Mujer Maravilla. La Reina Hipólita nombró a su hija como el alias de Artemisa. También se mencionó que Artemisa la miraba con ojos penetrantes como un cazador.
En la Tierra-Dos, Artemisa usa el alias de Diana, donde tiene su cuartel general en la Luna, donde las ninfas lunar le sirven.

### Los nuevos 52
A partir de Los nuevos 52 (un reinicio del Universo DC) Artemis es introducida en la continuidad de la Tierra prima, apareciendo por primera vez en Wonder Woman (Volumen 4) #11 (septiembre de 2012) por Brian Azzarello y Cliff Chiang. Aunque sigue siendo una diosa, su origen y aspecto son cambiados, luciendo como una entidad cósmica brillante teniendo forma de ciervo humanoide hecha de luz de luna y con astas en su cabeza.
Aparece ante Deméter en Coloma, Míchigan, quien le informa que el Trono del Olimpo debe ser llenado durante la ausencia de Zeus. Además, Artemisa le cuenta a Deméter una profecía de Apolo que dice que los Dioses olímpicos serán derrotados por su propia sangre, algo que Demeter considera inevitable. Al causar un eclipse, Apolo y Artemisa cabalgan por la ciudad amenazando de muerte si alguien impiden que capturen a Zola. Cuando se enfrentan a la Mujer Maravilla, Artemisa y Apolo afirman que ella debería renunciar a la batalla contra ellos además del hecho de que hizo hacer el ridículo a sus tías y tíos. Mujer Maravilla no acepta la sugerencia de Apolo. Hermes ayuda a la Mujer Maravilla a luchar contra Apolo y Artemisa porque afirma que asesinarán a la Mujer Maravilla y a sus acompañantes por el trono. Al final ambos lograron escapar con Zola.

## Poderes y habilidades
Como una Diosa del olimpo puede sufrir metamorfosis alterando su forma física en cualquier forma que desee elegir, posee inmortalidad además de que nunca envejece, puede realizar viajes dimensionales, viajando entre el Olimpo y los reinos de la tierra, los olímpicos pueden usar sus poderes para afectar la tierra directamente desde el Olimpo o enviar artefactos hacia esta. Ella tiene la capacidad de distribuir su poder y otorgar una parte de su poder a quienes desee. Como diosa de la caza, Artemisa puede comunicarse con animales además puede aumentar las tasas de fertilidad de los animales. Puede generar ilusiones además de poseer telepatía lo que le permite comunicarse mentalmente con sus adoradores, transmitiendo su imagen a un rango interdimensional, y posiblemente pueda hacer lo mismo con cualquier otro ser inteligente. Posee grandes habilidades y destrezas con el Arco y la Caza. Como única debilidad y siendo la más frecuente en los dioses, Artemis gradualmente perderá sus poderes si no recibe adoraciones.

## En otros medios

### Películas
- Artemisa aparece en las películas ambientadas en el Universo extendido de DC:
  - Artemisa aparece en la película Wonder Woman de 2017. Aparece en un Flashback, durante la historia sobre Ares y los demás dioses que la reina Hipólita le lee a Diana, Artemisa estaba entre los dioses olímpicos que Ares había matado.
  - Artemisa aparece en la película Liga de la Justicia, interpretado por Aurore Lauzeral.[7] Esta es vista llevando una arco y flecha acompañada de Zeus y Ares ayudando a los humanos, las Amazonas, los Atlantes y los Linternas Verdes en contra de la invasión de Steppenwolf.